# Jacques Dhery
Jacques Dhery est un comédien français. Il tourna beaucoup pour la télévision.

## Filmographie

### Cinéma
- 1954 : La Rage au corps de Ralph Habib
- 1955 : Chantage de Guy Lefranc
- 1956 : Si tous les gars du monde de Christian-Jaque
- 1956 : Crime et Châtiment de Georges Lampin - Un policier
- 1956 : La Loi des rues de Ralph Habib - L'agent cycliste
- 1956 : Mon curé chez les pauvres de Henri Diamant-Berger
- 1956 : Pardonnez nos offenses de Robert Hossein
- 1956 : Le Pays d'où je viens de Marcel Carné - Le premier sbire
- 1957 : Assassins et Voleurs de Sacha Guitry - L'agent de police
- 1957 : Charmants Garçons de Henri Decoin - Un agent
- 1957 : Méfiez-vous fillettes d'Yves Allégret - Un homme de main
- 1957 : Vive les vacances de Jean-Marc Thibault - Un grand marin
- 1958 : Cette nuit là de Maurice Cazeneuve - Le correcteur
- 1958 : La Moucharde de Guy Lefranc
- 1958 : Chaque jour a son secret de Claude Boissol
- 1958 : Moi et le colonel (Me and the colonel) de Peter Glenville - Un responsable de l'aéroport
- 1958 : Prisons de femmes de Maurice Cloche
- 1959 : Les Motards de Jean Laviron
- 1960 : Recours en grâce de Laszlo Benedek - Un inspecteur
- 1961 : Un si bel été (The greengage summer), de Lewis Gilbert
- 1962 : Une grosse tête de Claude de Givray
- 1963 : La contrebasse de Maurice Fasquel - court métrage -
- 1969 : Dossier prostitution de Jean-Claude Roy
- 1970 : Le Distrait de Pierre Richard
- 1972 : Le Droit d'aimer de Éric Le Hung - Le lieutenant
- 1972 : César et Rosalie de Claude Sautet - Henri Harrieui
- 1973 : L'Insolent de Jean-Claude Roy
- 1974 : La Main à couper d'Étienne Périer - Le docteur Cariot
- 1974 : Vincent, François, Paul... et les autres de Claude Sautet - Le malade
- 1974 : Impossible... pas français de Robert Lamoureux
- 1975 : Opération Lady Marlène de Robert Lamoureux - M. Leblanc
- 1976 : L'Alpagueur de Maurice Labro : le directeur de la prison
- 1976 : L'Année sainte de Jean Girault
- 1977 : Une fille cousue de fil blanc de Michel Lang - Le père de Jérôme
- 1977 : Comme sur des roulettes de Nina Companeez - Le portier des Buttes-Chaumont

### Télévision
- 1958 : Les Cinq Dernières Minutes, épisode Réactions en chaîne de Claude Loursais : le commissaire de bord
- 1960 : Les Cinq Dernières Minutes, épisode Le Dessus des cartes de Claude Loursais : un pilote
- 1960 : En votre âme et conscience, épisode : Mort d'un notaire ou le Crime de Madame Achet de  Michel Mitrani
- 1963 : L'Eau qui dort (Les Cinq Dernières Minutes no 28) de Claude Loursais : le livreur de journaux
- 1965 : Les Cinq Dernières Minutes, épisode La Chasse aux grenouilles de Claude Loursais
- 1971 : Les Nouvelles Aventures de Vidocq, épisode Les Chevaliers de la nuit de Marcel Bluwal
- 1971 : Aux frontières du possible : épisode : Attention : nécroses mentales de Victor Vicas
- 1972 : François Gaillard ou la vie des autres de Jacques Ertaud, épisode : Julien
- 1972 : La Trève de Philippe Joulia
- 1972 : Les Boussardel (mini-série) de René Lucot, adaptation de la suite romanesque Les Boussardel de Philippe Hériat
- 1973 : Les Nouvelles Aventures de Vidocq, épisode "Les Deux Colonels" de Marcel Bluwal
- 1973 : Les Coqs de Minuit d'Édouard Logereau : le maître d'école
- 1973 : Pour Vermeer de Jacques Pierre
- 1973 : La Ligne de démarcation - épisode 8 : Claude (série télévisée) : Le commandant
- 1974 : Malaventure ép. « Dans l'intérêt des familles » de Joseph Drimal
- 1977 : Fachoda, la mission Marchand de Roger Kahane
- 1979 : Les Enquêtes du commissaire Maigret, épisode : Maigret et l'Indicateur d'Yves Allégret

## Théâtre
- 1949 : Florence et le dentiste, mise en scène Jacques-Henri Duval,   Théâtre du Vieux-Colombier